# Rosenstolz
Rosenstolz (произносится: Ро́зэнштольц) — музыкальный дуэт из Берлина, состоящий из вокалистки АнНы Р. (нем. AnNa R.) и вокалиста Петера Плате (нем. Peter Plate). Группа была основана в 1991 году в районе Берлин-Фридрихсхайн. Песни, почти всегда на немецком языке, можно отнести к пересечению таких стилей, как поп, кабаре и рок. Особенно в начале карьеры тексты группы были многозначными. В начале-середине девяностых для того, чтобы охарактеризовать стиль группы, берлинские СМИ употребили термин «экстравагантный поп» («Mondänpop»). Приблизительно с 2000 года элементы шансона отступали на задний план, а черты поп-музыки становились всё заметнее. Сегодня Rosenstolz является одной из самых «раскрученных» немецкоговорящих групп.

## Состав

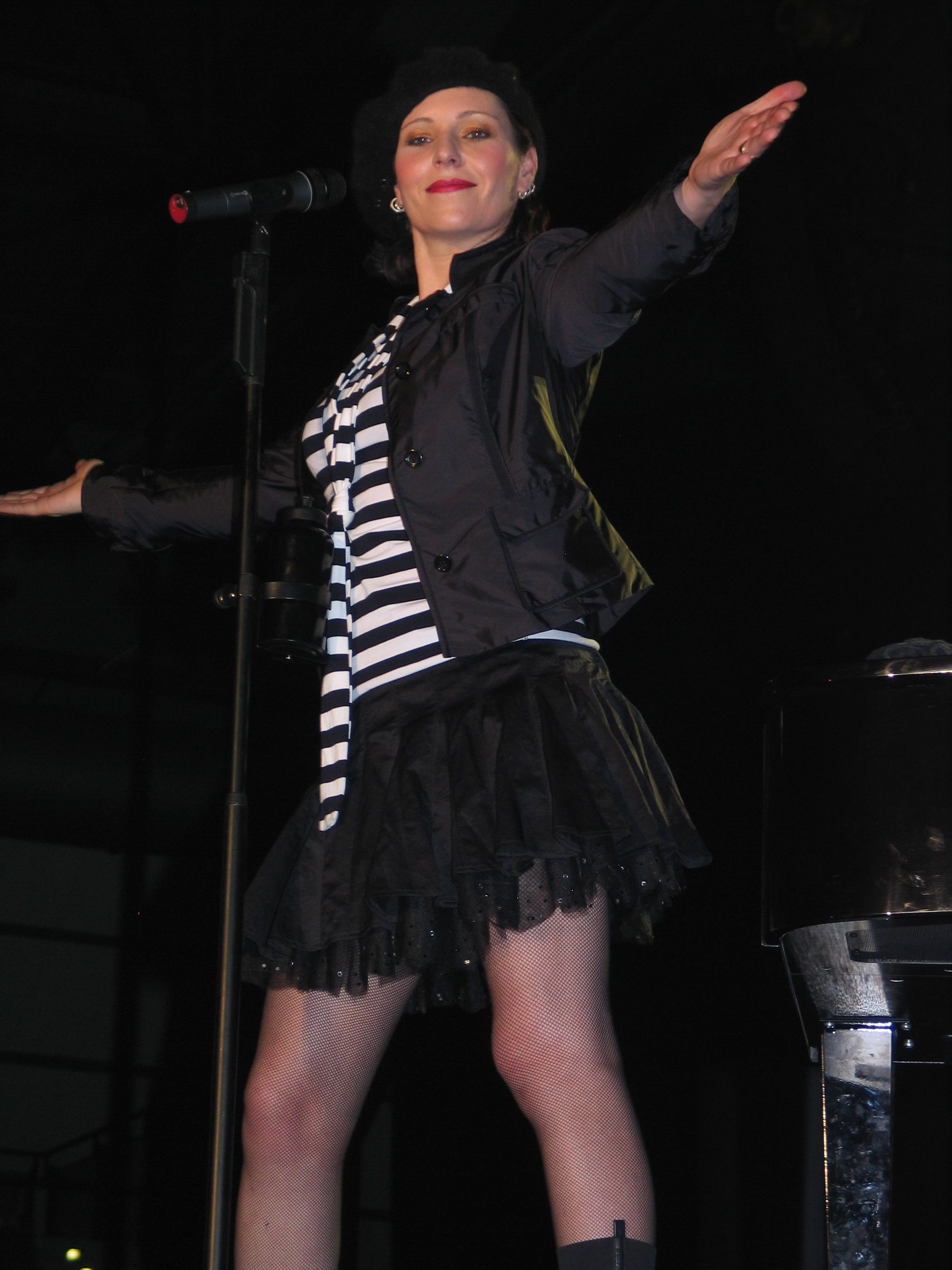
АнНа Р.

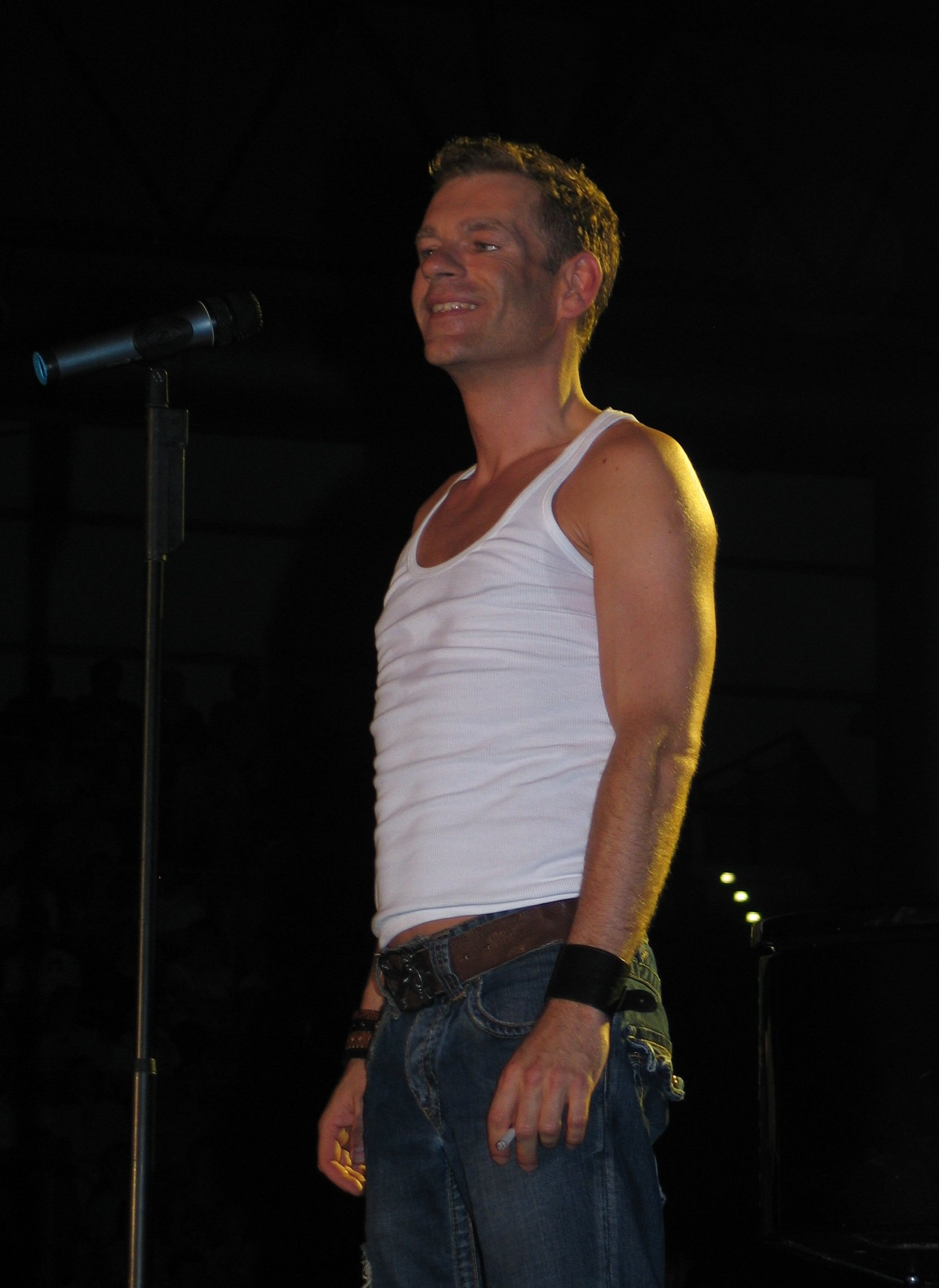
Петер Плате

АнНа Р. (настоящее имя — Андреа Натали Розенбаум (нем. Andrea Natalie Rosenbaum)) родилась 25 декабря 1969 в берлинском районе Фридрихсхайн и выросла в Восточном Берлине. И сегодня она живёт во Фридрихсхайне. Вступительные экзамены в музыкальную школу Фридрихсхайна провалила. Перед своим карьерным прорывом она работала лаборанткой в химической лаборатории и продавцом музыки для того, чтобы оплатить своё вокальное образование. В ноябре 2002 вышла замуж за Нило Нойенхофена (нем. Nilo Neuenhofen).
Петер Плате родился 1 июля 1967 года в Нью-Дели, где работал его отец-дипломат. Перед своим переездом в Берлин в 1990 он долгое время жил в Госларе и Брауншвейге. Сегодня он живёт в берлинском районе Шарлоттенбург. Петер уже успел попробовать себя в качестве музыканта до создания дуэта Rosenstolz. Ещё будучи подростком, он написал вместе с друзьями мюзикл и выпустил несколько кассет, конечно, без широкого публикования. С 1990 года Плате живёт вместе с Ульфом Лео Зоммером (нем. Ulf Leo Sommer), который выступает в качестве продюсера, композитора и автора текстов для группы.

## История группы

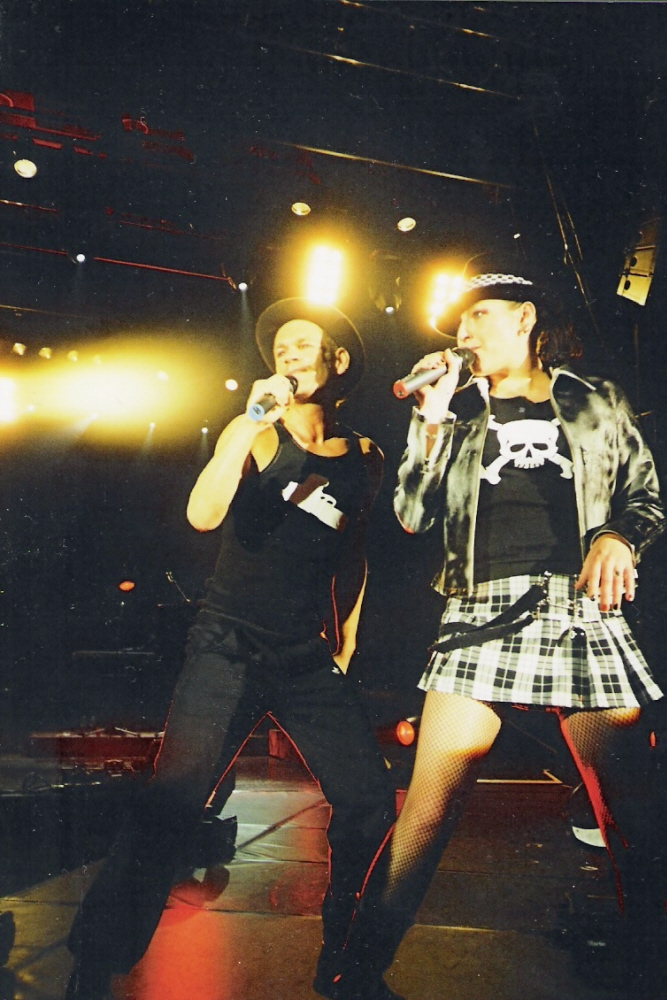
Rosenstolz в ходе тура «Herz», 2004

В начале своего творческого пути группа играла перед очень малой аудиторией. Свой первый концерт они дали в «Галери Бельву» (нем. Galerie Bellevue) в Берлине. Kонцерт собрал не более чем 30 человек. На одном из их концертов в берлинском гей-клубе SchwuZ в 1992 они были освистаны. Набросок песни «Klaustrophobie» (Клаустрофобия) с одного из их первых концертов можно увидеть в 14 серии гей-сериала «Свет и тени» (нем. Licht und Schatten) Андреаса Вайса (нем. Andreas Weiß).
Популярность Rosenstolz росла из года в год. Долгое время они игнорировались телевидением и радио, но с течением времени на концерты группы приходило всё больше людей, а размер залов, где они играли, как и продажи пластинок неизменно росли.
В мае 1997 Rosenstolz сыграли концерт перед 10 000 зрителями в Новосибирске на открытии Гёте-института. С этого года они со своим альбомом «Die Schlampen sind müde» (Шлюхи устали) начали занимать первые места чартов. Прыжок в карьере группы последовал после выступления в 1998 году на отборочном туре Евровидения с песней «Herzensschöner» (Краше сердцем), где они заняли второе место. В 2000 они покорили вершины чартов песней «Kassengift» (Кассовый яд) и клипом на сингл «Amo Vitam». В 2004 им удался значительный прорыв с синглом «Liebe ist alles» (Любовь — это всё) и альбомом «Herz» (Сердце). С кавер-версией «Je deviens moi» их сингл стал известен также и во Франции — спетый Грегори Лермаршалем.
Вновь и вновь Rosenstolz выражали в своих песнях также политическую позицию, как о войне в Ираке в 2003 году под заголовком «Laut» (Громко) или в 1999 с комментарием тогда открыто обсуждаемого вопроса об однополых браках в «Ja, ich will» (Да, я хочу) совместно с Хэллой фон Зиннен (Hella von Sinnen). В ходе тура «Das große Leben» (Большая жизнь) Плате подвергал критике отвергающее отношение к гомосексуалам.
Песня «Willkommen» (Добро пожаловать) с альбома Herz послужила их вкладом в каминг-аут-фильм «Летний шторм».
В 2003 они были награждены призом немецкой фоноакадемии ЭХО за «лучшую веб-страницу о деятеле искусства», в 2005 номинированы как «Лучшая группа». Другие призы — Комета в номинации «лучшее национальное видео», а также «лучшая национальная группа» и многие Золотые камертоны.
В марте 2006 в свет вышел десятый студийный альбом группы «Das große Leben» (Большая жизнь). Первый сингл с этого диска, «Ich bin ich (wir sind wir)» (Я — это я (мы — это мы)) достиг второго места в чартах. Следующие синглы, «Nichts von alledem (tut mir leid)» (Ничего из этого (мне жаль)), «Ich geh‘ in Flammen auf» (Я сгораю), «Auch im Regen» (Даже в дождь) и «Aus Liebe wollt‘ ich alles wissen» (Я из любви хотел всё знать), были достаточно успешными и расположились в топ-10 и топ-20. Но более значительным успехом пользовался альбом в целом, в общей сложности в течение 5 недель находившийся на первой позиции и около 40 недель в топ-10 — непревзойдённый результат и по сей день. Также успешными Rosenstolz были и в Австрии, впервые поднявшись на вершину чартов. Всего было продано более миллиона копий альбома «Das große Leben».
Во время живых концертов Rosenstolz сопровождались группой из семерых музыкантов, которые работали с дуэтом уже многие годы. В нынешний состав входят Зоран «Зорро» Груёвски (нем. Zoran Grujovski) (клавишные и акустическая гитара), Петер Кообс (нем. Peter Koobs) (гитара), Томи Джорди (нем. Thomy Jordi) (бас-гитара) и Йенс Карстенс (нем. Jens Carstens) (ударные), с которыми сыграны композиции «Herz» и «Das große Leben». Ральф Любке (нем. Ralf Lübke), бывший много лет гитаристом в группе, покинул формацию после турне «Wilkommen», для того, чтобы иметь больше времени для своей собственной группы Monkeeman. К нему также присоединился Ульрих «Улле» Роде (нем. Ulrich Rode). У 32-летнего дипломированного гитариста много музыкальных интересов, как в студии, так и на живых концертах и т. д., где он работает совместно с Right Said Fred и Константином Векером (нем. Konstantin Wecker). Кроме того, группу пополнили Лоренцо Аллахер (нем. Lorenzo Allacher) (саксофон и акустическая гитара, бывший саксофонист Блехрайц) и Анне де Вольфф (нем. Anne de Wolff) (скрипка, аккордеон).
1 февраля 2007 дуэт был награждён призом «Goldene Kamera» (золотая камера) тележурнала «HÖRZU» в категории «Национальный поп».
23 марта вышел их благотворительный сингл «Aus Liebe wollt ich alles wissen», все доходы от которого были пожертвованы немецкой службе помощи больным СПИДом. Все средства, собранные в ходе благотворительного концерта 18 июня 2007 в берлинском Columbiahalle, были пожертвованы группой; в конце концерта в присутствии Клауса Воверайта чек на сумму 100 тыс. евро был передан немецкой службе помощи больным СПИДом.
25 марта 2007 Rosenstolz были награждены призом ECHO Awards в категории «Национальная рок/поп-группа». Как и при вручении приза «Goldene Kamera», торжественую речь произнёс Клаус Воверайт. Кроме того, в том же году дуэт получил приз Fred-Jay-Preis. 30 мая 2007 город Гослар оценил творческие успехи Питера Платеа и удостоил его приза «Кольцо Паула Линке» (Paul-Lincke-Ring).
В марте 2025 вокалистка АнНа Р. неожиданно скончалась в возрасте 55 лет.

## Дискография

### Альбомы
- 1992 Soubrette werd' ich nie
- 1994 Nur einmal noch (недоступная ссылка)
- 1995 Mittwoch is’ er fällig
- 1996 Objekt der Begierde
- 1997 Die Schlampen sind müde
- 1999 Zucker
- 1999 Zuckerschlampen: live
- 2000 Kassengift (недоступная ссылка)
- 2002 Macht Liebe (недоступная ссылка)
- 2003 Live aus Berlin
- 2004 Herz (недоступная ссылка)
- 2006 Mondkuss
- 2006 Das große Leben
- 2006 Das große Leben Live
- 2008 Die Suche geht weiter
- 2011 Wir sind am Leben

### Синглы
- 1992 Ich geh auf Glas
- 1993 Schlampenfieber (недоступная ссылка)
- 1994 Nur einmal noch
- 1994 Kuss der Diebe
- 1995 Mittwoch is’ er fällig
- 1995 Lachen
- 1996 Sex im Hotel
- 1997 Ich stell mich an die nächste Wand (Monotonie) / Die Schlampen sind müde
- 1998 Herzensschöner
- 1998 Nur einmal noch / Herzensschöner
- 1999 Perlentaucher CD1
- 1999 Perlentaucher CD2
- 1999 Fütter deine Angst / Ja, ich will (Hochzeitssong mit [Hella von Sinnen])
- 2000 Amo vitam
- 2000 Amo vitam — Die Remixe
- 2000 Kinder der Nacht
- 2001 Total Eclipse CD 1(mit Marc Almond) / Die schwarze Witwe (mit Nina Hagen)
- 2001 Total Eclipse CD 2
- 2001 Es könnt' ein Anfang sein
- 2002 Sternraketen / Macht Liebe
- 2002 Es tut immer noch weh
- 2003 Was kann ich für eure Welt
- 2004 Liebe ist alles
- 2004 Ich will mich verlieben
- 2004 Willkommen / Der größte Trick
- 2004 Ich komm an dir nicht weiter
- 2006 Ich bin ich [Wir sind wir] (недоступная ссылка)
- 2006 Nichts von alledem [tut mir leid] (недоступная ссылка)
- 2006 Ich geh in Flammen auf / Das Glück liegt auf der Straße
- 2006 Auch im Regen / Mein Sex
- 2007 Aus Liebe wollt ich alles wissen
- 2007 Die Singles 92-07 — 44 Singles in einer Box
- 2008 Gib mir Sonne
- 2008 Wie weit ist vorbei (недоступная ссылка)
- 2009 Blaue Flecken
- 2009 Ich bin mein Haus
- 2011 Wir sind am Leben

## Фильмография
- 1998: Gute Zeiten, schlechte Zeiten (недоступная ссылка) (Gastauftritt)